# Jarowoje
Jarowoje (ros. Яровое) – miasto w azjatyckiej części Rosji, w Kraju Ałtajskim.
Założone jako osiedle w 1943 przy ewakuowanych z Perekopa zakładach przetwórstwa bromu, do 1993 wchodził w skład Sławgorodu.
Miasto położone jest na brzegu jeziora Bolszoje Jarowoje, 402 km od Barnaułu i 15 km od granicy z Kazachstanem.
W mieście znajduje się jedyny na Syberii i Dalekim Wschodzie szpital „Jezioro Jarowoje” specjalizujący się w leczeniu schorzeń neurologicznych, dermatologicznych, ginekologicznych i systemu odpornościowego.